# Een tip van de sluier (boek)

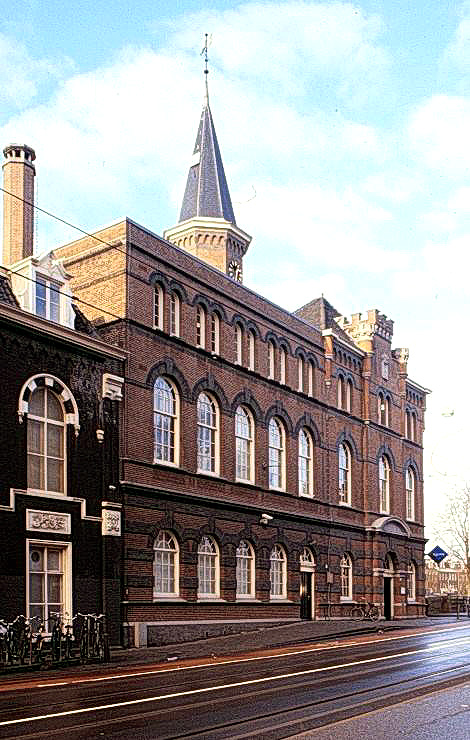
Raampoort

Een tip van de sluier is het negende deel van de Nederlandse detectiveserie De Waal en Baantjer, die vanaf deel 4 door alleen Simon de Waal werd verzorgd na het overlijden van Appie Baantjer.

## Samenvatting
De twee rechercheurs van deze detectiveserie zijn:
- Peter van Opperdoes. Na 25 jaar recherchewerk aan het bureau Warmoesstraat had hij overplaatsing gevraagd naar Politiebureau Raampoort aan de Marnixstraat. Hij woont aan de Brouwersgracht en is in 2009 kinderloos weduwnaar geworden. Hij meent nog goed contact met zijn overleden vrouw te hebben.
- Jacob. Rechercheur van bureau Raampoort. Hij is getrouwd en heeft 2 kinderen. Het bureau Raampoort ziet onder andere toe op de Amsterdamse volkswijk De Jordaan.

## Verhaal
Via Carlo van café Papeneiland komt Peter van Opperdoes midden in een onweersnacht in contact met ene Robbert (Bob) Pals, die stelt dat er iemand is ingehuurd om hem te vermoorden. Vastgoedman Bob was opgebeld door ene Frits. Desgevraagd zegt hij geen vijanden te hebben. De volgende dag wordt het gesprek voortgezet op het bureau Raampoort. Peter en Jacob verhoren Bob maar weten na anderhalf uur nog niet wie hem met de dood zou hebben kunnen bedreigd. Na een nadrukkelijk verzoek geeft met enige tegenzin Bob zijn mobiele telefoon af. De twee rechercheurs laten digitaal rechercheur IJsselstein onderzoek doen. Commissaris Van Straten zegt geprikkeld te zijn door deze obscure bedreigingszaak en wil graag mee rechercheren. Peter houdt de boot af, maar dan komt IJsselstein de kamer binnenstormen. De telefoon van Frits peilt hij nu uit op het Hoofdbureau van politie, slechts een paar honderd meter verderop. Maar het telefoonsignaal ontsnapt en de twee rechercheurs horen op het hoofdbureau dat zojuist Fredericus(Frits) Kamps is vrijgelaten. Hij was inderdaad in het bezit van de uitgepeilde telefoon. Bob Pals herkent desgevraagd op de getoonde politiefoto Frits Kamps.
Peter en Jacob komen tot de voorlopige werkhypothese dat Bob wel in de criminele wereld verzeild is geraakt, maar daar niet thuishoort. Wachtcommandant Jan Rozenbrand licht aan de balie het doopceel van Frits. Hij blijkt een doorgewinterde crimineel, die afgelopen nacht slechts met wat cocaïne in een café was opgepakt. De twee rechercheurs gaan naar bureau IJ-tunnel, waar een gedeelte van de recherche uit bureau Warmoesstraat is ondergebracht. Peter begroet een oude maat Leo. Ze krijgen van hem het slaapadres van de juist vrijgelaten Frits aan de Bankastraat. Laatstgenoemde wordt na een korte achtervolging op het dak ingerekend en meegenomen naar bureau Raampoort. Intussen doorzoeken de twee rechercheurs met hulp van wijkagent Vincent de woning van Frits zijn vriendin. Jacob vindt er drie fraaie pistolen met munitie, een schoenendoos met geld en een papiertje met het telefoonnummer van Bob Pals. Op het bureau wil Frits niet dat zijn vriendin last krijgt met de politie en hij besluit de pistolen en het geld op zijn naam te laten zetten. Maar Peter is niet in die zaken geïnteresseerd. Hij wil slechts dat Frits een tipje van de sluier oplicht:
"Wie gaat Bob Pals vermoorden?"
Commissaris Van Straaten staat al een aantal episodes te popelen om echt mee te mogen doen en betreedt nu de arena. Hij onderwerpt Frits aan een keihard verhoor en sluit een deal. Frits komt met harde informatie over de bedreiging of hij gaat een aantal jaren achter de tralies. De twee rechercheurs kijken achter glas belangstellend naar dit ouderwetse politieverhoor. Vlak daarna meldt zich Brigitte Pals-van Meeteren. Ze maakt zich zorgen om haar man Bob die niet meer de oude lijkt. Ze heeft een telefoonnummer opgeschreven na een gesprek dat haar man danig van slag had gebracht. Enkele uren later belt de dochter van Bob Pals naar de twee rechercheurs. Ze wordt in haar auto achtervolgd. In de IJ-tunnel komt het tot een confrontatie met haar achtervolgers. Ze wordt niet levensgevaarlijk mishandeld. Frits heeft iets opgevangen in de kroeg. Een zwarte Volkswagen Golf, 2 mannen op 1 foto in zijn mobieltje. Digitaal rechercheur IJsselstein maakt een scherpe afdruk van de wazige foto. Forensisch rechercheur Hans Tier levert een van de daders: John van Dieren. De twee rechercheurs arresteren John(nie) van Dieren en zijn onafscheidelijke maatje Mustafa(Moes) Basir, nadat Kim ze positief herkend had. In de Volkswagen wordt een pistool met lichte kruitlucht aangetroffen.
Vlak bij de Schellingwouderbrug wordt een dode Bob Pals gevonden. Schouwarts Cathelijne constateert één dodelijk schot middels een kogel die nog in de rug zit. Terug op het bureau Raampoort verhoren ze Johnnie en Moes afzonderlijk. Daarna gaan ze Brigitte en Kim op de hoogte brengen van de moord op Bob Pals. Na het gesprek met moeder en dochter zocht Peter nog steeds wanhopig naar een motief. Waarom moest Bob Pals dood? In het mortuarium van de VU laat Peter van Opperdoes een dag voor de officiële sectie, de kogel reeds uit het lichaam peuteren door een behulpzame patholoog-anatoom Van Gorcum. Op de werkplaats van de Technische Recherche aan de Kabelweg heeft rechercheur Hugo Pastoor goed nieuws. Onder de nagel van Kim Pals zat DNA van Johnnie. Peter heeft een kogel in een doorzichtig potje voor Hugo. Maar Bart Pals is helaas niet vermoord door het pistool uit de wagen van Johnnie.
Terug op bureau Raampoort verwijst Moes de twee rechercheurs naar Johnnie voor de naam van de opdrachtgever. Peter ontdekt dat het telefoontje van John naar zijn advocaat in werkelijkheid een gesprek was met Daan Lefeber van de Criminele Inlichtingen Eenheid. Na een taai gesprek zegt Daan even met Johnnie te zullen praten. Daan neemt hem mee uit zijn cel naar de recherchekamer waarna hij spoorloos vertrekt. Johnnie verleent nu wel alle medewerking. Hij geeft toe dat hij door een grote crimineel was ingehuurd om Bob Pals bang te maken. Laatstgenoemde had geld witgewassen maar was begonnen ook geld te verduisteren. En daar hield Adriaan de Kooning niet van. En die naam verbaast de beide rechercheurs, want ze verkeerden in de veronderstelling dat ze ruim twee jaar geleden via een inval een einde aan zijn imperium hadden gemaakt. Achter in zijn stamcafé hebben de twee rechercheurs een gesprek met Adriaan, die na enige druk toegeeft opdracht heeft gegeven om Bob Pals bang te maken. Hij heeft zijn twee handlangers de mishandeling van zijn dochter echter kwalijk genomen. Van kinderen blijf je af! Maar van moord weet hij niets. Bob Pals was hem simpel gezegd te veel geld verschuldigd.
Hugo Pastoor van de Technische Recherche heeft nieuws voor de twee rechercheurs in café Papeneiland. De kogel uit het lichaam is een bijzonder exemplaar. Hij had het kaliber nog nooit gezien, totdat hij de pistoolverzameling van Frits Kamps onder ogen kreeg. Even later wordt Frits gearresteerd in zijn stamcafé. Hij ontkent de moord maar geeft toe dat hij Bob zo'n pistool had verkocht. Dan moet Frits met zijn eigen wapen zijn vermoord. Peter ontdekt in zijn data dat Bob Pals zijn laatste telefoongesprek met zijn vrouw had gevoerd. Maar Brigitte Pals blijkt onvoldoende daderkennis te hebben om haar dochter Kim uit de wind te houden. Peter concludeert dat Kim haar vader heeft doodgeschoten. Ze had de telefoon van haar moeder geleend en was in een twistgesprek met haar vader geraakt. In een worsteling schoot ze hem per abuis dood. De twee rechercheurs houden hun nabespreking op het terras van bureau Raampoort. Peter van Opperdoes heeft in deze zaak zelf een Officier van justitie uitgezocht. Alexandra Aswold zal barmhartig zijn in haar vervolging van Kim. Als Peter naar huis loopt is zijn vrouw trots op haar man. Hard als het moest, zacht jegens Kim.